# NGC 4239
NGC 4239 (други обозначения – UGC 7316, MCG 3-31-92, ZWG 98.129, PGC 39398) е елиптична галактика (E) в съзвездието Косите на Вероника.
Обектът присъства в оригиналната редакция на „Нов общ каталог“.